# Haplochorema sumatranum
Haplochorema sumatranum là một loài thực vật có hoa trong họ Gừng. Loài này được Burkill mô tả khoa học đầu tiên năm 1923.